# رئيس الأوروغواي
رئيس الأوروغواي هو رئيس الدولة ورئيس حكومة الأوروغواي. يرأس الرئيس مجلس الوزراء، ويدير السلطة التنفيذية للحكومة الوطنية، وهو القائد الأعلى للقوات المسلحة في أوروغواي، والمعروف رسميًا باسم رئيس جمهورية أوروغواي الشرقية.
تحدد حقوق وصلاحيات الرئاسة في دستور الجمهورية. إلى جانب أمانة الرئاسة ومجلس الوزراء ومدير مكتب التخطيط والموازنة، إن الرئيس هو جزء من السلطة التنفيذية. وفي حالة غيابهم يتولى نائب الرئيس مهامهم. وبدوره، فإن رئيس الجمهورية هو القائد الأعلى للقوات المسلحة.
منذ عام 1990، بدأت فترة ولاية الرئيس وانتهت في الأول من مارس/آذار. وقد حدث نفس التاريخ لإنهاء الرئاسة أيضًا خلال المجلس الوطني للحكومة (1952-1967)، ولم يكن أمرًا غير معتاد منذ عام 1839. الرئيس الحالي منذ 1 مارس 2020 هو لويس لاكالي بو، وهو الرئيس الثاني والأربعون لأوروغواي، وهو أيضًا ابن الرئيس السادس والثلاثين، لويس ألبرتو لاكالي.

## مكتب الرئيس

#### متطلبات
ينص تعديل الدستور على المتطلبات اللازمة لتولي منصب الرئيس. تنص المادة 151 على أن الرئيس يجب أن يكون مواطنًا مولودًا في البلاد، أو أن يكون مولودًا لمواطنة أوروغوايانية إذا كان مولودًا في الخارج. ويجب أن يكون الرئيس أيضًا يبلغ من العمر 35 عامًا على الأقل وأن يكون مسجلاً في السجل المدني الوطني.

#### انتخاب
وفقًا للدستور الحالي دستور أوروغواي لعام 1967 أو دستور أوروغواي لعام 1997، يتم انتخاب الرئيس عن طريق التصويت الشعبي المباشر لمدة خمس سنوات. يجوز إعادة انتخاب الشخص لمنصب الرئيس أي عدد من المرات، لكنه غير مؤهل لإعادة انتخابه على الفور. يترشح الرئيس ونائب الرئيس على قائمة واحدة يقدمها حزبهما. في حالة عدم حصول أي مرشح على الأغلبية المطلقة من الأصوات (50% +1)، يتم إجراء جولة إعادة بين المرشحين الحاصلين على أعلى عدد من الأصوات. في هذه الحالة، يفوز في الانتخابات المرشح الذي يحصل على الأغلبية في جولة الإعادة.

## الصلاحيات والواجبات
وفقاً للمادة 168 من الدستور، يتولى رئيس الجمهورية بالتشاور مع الوزير أو الوزراء المعنيين أو مجلس الوزراء ما يلي:
- الحفاظ على النظام والهدوء الداخلي والأمن الخارجي.
- قيادة كافة القوات المسلحة.
- إصدار كافة القوانين، وإصدار اللوائح الخاصة اللازمة لتنفيذها.
- إلقاء خطاب حالة الجمهورية أمام الجمعية العامة للأوروغواي في افتتاح دوراتها العادية.
- حق الاعتراض على القوانين التي لا يحبها.
- الحق في اقتراح مشاريع قوانين أو تعديلات على القوانين التي صدرت سابقاً.
- فصل الموظفين العموميين بسبب سوء التصرف أو الإهمال أو عدم القيام بالمهمة.
- إدارة العلاقات الدبلوماسية ، والحق في إعلان الحرب بموافقة السلطة التشريعية.
- الحق في إعلان حالة الطوارئ عند الحاجة.
- إعداد الموازنة العامة للدولة .
- التفاوض على المعاهدات مع التصديق عليها من قبل الهيئة التشريعية.

## خلافة
تنص المادة 153 من الدستور على أنه في حالة غياب أو استقالة أو توقف أو وفاة الرئيس ونائب الرئيس، يتولى رئاسة الجمهورية أول عضو مجلس شيوخ في القائمة التي حصلت على أكبر عدد من الأصوات في الحزب السياسي الذي انتخبوا عنه.

## مسكن
يُعتبر مقر إقامة سواريز في مونتيفيديو المقر الرسمي لرئيس الجمهورية. تم شراء هذا الموقع في مزاد علني من قبل أديلينا ليرينا دي فاين، وقامت عائلة فاين ليرينا بتكليف المهندس المعماري الشاب خوان ماريا أوبريو ببناء منزل مكون من ثلاثة طوابق. في عام 1925، التقى الشابان لويس باتل بيريس وماتيلدي إيبانييز تاليس أثناء سيرهما بجانب هذه الملكية، وتزوجا بعد ذلك بفترة وجيزة. وفي عام 1947، تولى لويس باتل بيريس منصب رئيس الدولة، وباقتراح من زوجته، اختار الزوجان هذا القصر ليكون مقر إقامتهما الرسمي.
يعد القصر الرئاسي أنكورينا هو المقر الريفي للرئيس. تقع في مقاطعة كولونيا، على بعد 208 كيلومترًا من مونتيفيديو، وهي نتيجة إرث الأرستقراطي آرون دي أنكورينا الذي أعطى حوالي 1369 هكتارًا من ممتلكاته للدولة الأوروغوايانية. يجمع القصر بين الطرازين النورماندي والتودور.
يملك الرئيس أيضًا قصرًا في بونتا دل إستي، يُطلق عليه اسم "وودلاندز"، ويستخدم كمقر إقامة للعطلات. وقد تم التبرع بها للدولة الأوروغوايانية من قبل رجل الأعمال الأرجنتيني ماوريسيو ليتمان.